# Seznam ministrů zahraničních věcí Německa
Seznam ministrů zahraničních věcí Německa uvádí chronologický přehled osob, které tento úřad zastávaly. Název se postupně měnil. První ženou ve funkci byla mezi lety 2021–2025 Annalena Baerbocková, spolupředsedkyně Svazu 90/Zelení.

## Státní sekretáři říšské kanceláře pro zahraniční záležitosti Německé říše (Německého císařství 1871–1919)

Znak německého císařství

| Jméno                                            | Počátek funkčního období | Konec funkčního období |
| ------------------------------------------------ | ------------------------ | ---------------------- |
| Hermann von Thile                                | 1871                     | 1872                   |
| Hermann Ludwig von Balan                         | 1872                     | 1873                   |
| Bernhard Ernst von Bülow                         | 1873                     | 1879                   |
| Josef Maria von Radowitz                         | 1879                     | 1880                   |
| Chlodwig zu Hohenlohe-Schillingsfürst            | 1880                     | 1880                   |
| Friedrich zu Limburg-Stirum                      | 1880                     | 1881                   |
| Clemens Busch                                    | 1881                     | 1881                   |
| Paul von Hatzfeld zu Trachenberg                 | 1881                     | 1885                   |
| Herbert von Bismarck                             | 1885                     | 1890                   |
| Adolf Marschall von Bieberstein                  | 1890                     | 1897                   |
| Bernhard von Bülow                               | 1897                     | 1900                   |
| Oswald von Richthofen                            | 1900                     | 1906                   |
| Heinrich Leonhard von Tschirschky und Bögendorff | 1906                     | 1907                   |
| Wilhelm von Schoen                               | 1907                     | 1910                   |
| Alfred von Kiderlen-Wächter                      | 1910                     | 1912                   |
| Gottlieb von Jagow                               | 1913                     | 1916                   |
| Arthur Zimmermann                                | 1916                     | 1917                   |
| Richard von Kühlmann                             | 1917                     | 1918                   |
| Paul von Hintze                                  | 1918                     | 1918                   |
| Wilhelm Solf                                     | 1918                     | 1918                   |
| Ulrich von Brockdorff-Rantzau                    | 1918                     | 1919                   |

## Říšští ministři pro zahraniční záležitosti Německé říše (Výmarské republiky 1919–1933)

Znak výmarské republiky

| Jméno                         | Počátek funkčního období | Konec funkčního období | Strana  |
| ----------------------------- | ------------------------ | ---------------------- | ------- |
| Ulrich von Brockdorff-Rantzau | 13. února 1919           | 21. června 1919        | –       |
| Hermann Müller                | 21. června 1919          | 26. března 1920        | SPD     |
| Adolf Köster                  | 10. dubna 1920           | 8. června 1920         | SPD     |
| Walter Simons                 | 25. června 1920          | 4. května 1921         | –       |
| Friedrich Rosen               | 10. května 1921          | 22. října 1921         | –       |
| Joseph Wirth                  | 26. října 1921           | 31. ledna 1922         | Zentrum |
| Walther Rathenau              | 1. února 1922            | 21. června 1922        | DDP     |
| Joseph Wirth                  | 21. června 1922          | 14. listopadu 1922     | Zentrum |
| Friedrich von Rosenberg       | 22. listopadu 1922       | 11. srpna 1923         | –       |
| Gustav Stresemann             | 13. srpna 1923           | 3. října 1929          | DVP     |
| Julius Curtius                | 4. října 1929            | 9. října 1931          | DVP     |
| Heinrich Brüning              | 9. října 1931            | 30. května 1932        | Zentrum |
| Konstantin von Neurath        | 1. června 1932           | 30. ledna 1933         | –       |

## Říšští ministři pro zahraniční záležitosti Německé říše (Třetí říše 1933–1945)

Znak Německa během vlády nacionálního socialismu

| Jméno                     | Počátek funkčního období | Konec funkčního období | Strana |
| ------------------------- | ------------------------ | ---------------------- | ------ |
| Konstantin von Neurath    | 30. ledna 1933           | 4. února 1938          | NSDAP  |
| Joachim von Ribbentrop    | 4. února 1938            | 30. dubna 1945         | NSDAP  |
| Lutz Schwerin von Krosigk | 2. května 1945           | 23. května 1945        | –      |

## Spolkoví ministři zahraničních věcí Spolkové republiky Německo (od 1951)

Znak Spolkové republiky Německo

| Jméno                   | Počátek funkčního období | Konec funkčního období | Strana         |
| ----------------------- | ------------------------ | ---------------------- | -------------- |
| Konrad Adenauer         | 15. března 1951          | 6. června 1955         | CDU            |
| Heinrich von Brentano   | 6. června 1955           | 30. října 1961         | CDU            |
| Gerhard Schröder        | 14. listopadu 1961       | 30. listopadu 1966     | CDU            |
| Willy Brandt            | 1. prosince 1966         | 21. října 1969         | SPD            |
| Walter Scheel           | 22. října 1969           | 16. května 1974        | FDP            |
| Hans-Dietrich Genscher  | 16. května 1974          | 17. září 1982          | FDP            |
| Helmut Schmidt          | 17. září 1982            | 1. října 1982          | SPD            |
| Hans-Dietrich Genscher  | 1. října 1982            | 17. května 1992        | FDP            |
| Klaus Kinkel            | 18. května 1992          | 26. října 1998         | FDP            |
| Joschka Fischer         | 27. října 1998           | 22. listopadu 2005     | Grüne          |
| Frank-Walter Steinmeier | 22. listopadu 2005       | 28. října 2009         | SPD            |
| Guido Westerwelle       | 28. října 2009           | 17. prosince 2013      | FDP            |
| Frank-Walter Steinmeier | 17. prosince 2013        | 27. ledna 2017         | SPD            |
| Sigmar Gabriel          | 27. ledna 2017           | 14. března 2018        | SPD            |
| Heiko Maas              | 14. března 2018          | 8. prosince 2021       | SPD            |
| Annalena Baerbocková    | 8. prosince 2021         | 6. května 2025         | Svaz 90/Zelení |
| Johann Wadephul         | 6. května 2025           | úřadující              | CDU            |

## Ministři zahraničních věcí Německé demokratické republiky (1949–1990)

Znak Německé demokratické republiky

| Jméno              | Počátek funkčního období | Konec funkčního období | Strana    |
| ------------------ | ------------------------ | ---------------------- | --------- |
| Georg Dertinger    | 12. října 1949           | 15. ledna 1953         | CDU (DDR) |
| Anton Ackermann    | 15. ledna 1953           | 1. července 1953       | SED       |
| Lothar Bolz        | 1. července 1953         | 24. června 1965        | NDPD      |
| Otto Winzer        | 24. června 1965          | 20. ledna 1975         | SED       |
| Oskar Fischer      | 3. března 1975           | 12. dubna 1990         | SED       |
| Markus Meckel      | 12. dubna 1990           | 20. srpna 1990         | SPD       |
| Lothar de Maizière | 20. srpna 1990           | 2. října 1990          | CDU       |